# Liasis fuscus
Liasis fuscus är en ormart som beskrevs av Peters 1873. Liasis fuscus ingår i släktet Liasis och familjen pytonormar. IUCN kategoriserar arten globalt som livskraftig.
Arten förekommer i Australien i delstaterna Northern Territory, Queensland och Western Australia. Den lever även på Nya Guinea samt på flera andra öar i regionen. Liasis fuscus vistas i träskmarker och i andra fuktiga landskap. Ibland besöks skogar eller savanner.
Flera exemplar fångas och hölls i terrarium.

## Underarter
Arten delas in i följande underarter:
- L. f. fuscus
- L. f. jackyae